# Daimler Motor Company
Pour les articles homonymes, voir Daimler.
Ne doit pas être confondu avec le constructeur allemand Daimler-Benz AG

Daimler Super V8 (1998)

Daimler Motor Company est une ancienne marque d'automobiles de luxe anglaise fondée en 1896, par Frederick Richard Simms sur la base des brevets d'invention de Gottlieb Daimler. Le siège était à Coventry dans les Midlands de l'Ouest, en Angleterre.
La société fut d'abord rattachée au groupe Birmingham Small Arms en 1910, puis rachetée par Jaguar en 1960. La dernière voiture produite sous cette marque l'a été en mars 2009.
À la suite du rachat de Jaguar par Ford en mars 2008, Tata Motors a transféré la marque Daimler dans Jaguar Land Rover.

## Histoire
En 1896, Frederick Richard Simms achète des licences d'exploitation des brevets pour la Grande-Bretagne des moteurs à essence de la société allemande Daimler Motoren Gesellschaft fondée par Gottlieb Daimler (les licences pour l'Autriche-Hongrie, la France, la Belgique et les États-Unis étant achetées par Emil Jellinek-Mercedes pour sa marque Mercedes-Benz).  
En 1910, Daimler est rattachée à Birmingham Small Arms. Les accords capitalistiques mettent la firme sous le contrôle de la puissante Midland Bank. Après la crise économique de 1929 suivie de la Seconde Guerre mondiale au cours de laquelle Daimler a été reconverti pour les fabrications de matériel de guerre, la firme se retrouve dans la deuxième moitié des années 1940 dans un contexte d'austérité économique (par exemple les tickets de rationnement de nourriture seront encore en usage en Grande-Bretagne dans les années 1950, bien après leur disparition en France). 
À cette époque, l'administrateur en chef du groupe BSA et membre du tour de table de la Midland Bank est Sir Bernard Docker qui épouse en 1949 la tumultueuse Norah Turner à qui il confie la filiale chargée des modèles les plus exclusifs de la marque, la très traditionnelle carrosserie Hooper. Norah Docker entreprend de mettre au goût du jour l'image un peu poussiéreuse de la firme mais en profite au passage pour faire réaliser successivement cinq voitures de salon ou show cars (les fameuses Docker's Daimlers) d'un luxe ostentatoire et extravagant dont elle s'arroge l'usage. Norah Docker fait également passer sur ses exorbitantes notes de frais une robe de Dior officiellement destinée à jouer (à 45 ans passés) les ambassadrices de la firme dans les salons automobiles.
La publicité produite par ces excès, assimilables à des abus de biens sociaux, est en fait contreproductive. Daimler perd le privilège de fournir les voitures de la maison royale d'Angleterre (au profit de Rolls-Royce), la clientèle aristocratique s'offusque de cette image de marque très « nouveau riche » et Bernard Docker est dessaisi avec pertes et fracas de ses mandats d'administrateur en 1956. Les ventes, déjà faibles, s'effondrent malgré la tentative de créer une voiture de sport (à carrosserie en polyester et au moteur à haut rendement conçu par le remarquable ingénieur en chef de Triumph Edward Turner) la Daimler SP250 qui sera le chant du cygne de la marque.
En 1960, Jaguar rachète Daimler mais interrompt la production des Daimler classiques et n'utilise guère son prestigieux blason, sauf épisodiquement sur quelques versions exclusives des Jaguar haut de gamme. 
La marque Daimler est restée avec Jaguar lors de ses fusions dans les British Motor Holdings et le groupe British Leyland, mais aussi lorsque Jaguar a retrouvé son indépendance en 1984. En 1989, la propriété de la marque Daimler est transférée à la Ford Motor Company lorsque Jaguar est devenue filiale du géant américain. Elle est intégrée au Premier Automotive Group de Ford.
En 2008, ce dernier a vendu Jaguar à Tata Motors. En rachetant Jaguar à Ford, le constructeur indien a acquis les droits d'utilisation de Daimler car ils étaient compris dans le contrat de vente.

## Modèles
- Daimler Double-Six (1926-1938)
- Daimler Fifteen (1932-1936)
- Daimler New Fifteen (1937-1940)
- Daimler Consort (1939-1953)
- Daimler DE (1946-1953)
- Daimler Regency (1951-1958)
- Daimler Conquest (1953-1958)
- Daimler DK400 (1954-1959)
- Daimler Majestic (1958-1962)
- Daimler SP250 (1959-1964)
- Daimler Majestic Major (1960-1968)
- Daimler DR450 (1961-1968)
- Daimler 250 V8 (1962-1969)
- Daimler Sovereign (1966-1983)
- Daimler DS420 (1968-1992)
- Daimler Double-Six (1972-1997)
- Daimler Six (1984-1997)
- Daimler V8 (1997-2003)
- Daimler Super V8 (1998-2004)
- Daimler Super Eight (2005-2008)